# Орловка (Горшеченский район)
Орловка — деревня в Горшеченском районе Курской области России. Входит в состав Удобенского сельсовета.

## География
Деревня находится в восточной части Курской области, в лесостепной зоне, в пределах юго-западной части Среднерусской возвышенности, на правом берегу реки Олым, на расстоянии примерно 5 километров (по прямой) к северо-востоку от посёлка городского типа Горшечное, административного центра района. Абсолютная высота — 196 метров над уровнем моря.
Часовой пояс
Деревня Орловка, как и вся Курская область, находится в часовой зоне МСК (московское время). Смещение применяемого времени относительно UTC составляет +3:00.

## Население
| 2002 | 2010 |
| ---- | ---- |
| 172  | ↘121 |

Гендерный состав
По данным Всероссийской переписи населения 2010 года в гендерной структуре населения мужчины составляли 42,1 %, женщины — соответственно 57,9 %.
Национальный состав
Согласно результатам переписи 2002 года, в национальной структуре населения русские составляли 95 % из 172 человек.

## Улицы
Уличная сеть деревни состоит из одной улицы и двух переулков.